# Julienne
Julienne – miejscowość i gmina we Francji, w regionie Nowa Akwitania, w departamencie Charente.
Według danych na rok 1990 gminę zamieszkiwało 381 osób, a gęstość zaludnienia wynosiła 60 osób/km² (wśród 1467 gmin regionu Poitou-Charentes Julienne plasuje się na 643. miejscu pod względem liczby ludności, natomiast pod względem powierzchni na miejscu 1018.).